# ميلين بوشارد
ميلين بوشارد (بالإنجليزية: Mylène Bouchard)‏ (27 أبريل 1978)؛ روائية كندية.